# Rafael Palmero Ramos
Rafael Palmero Ramos (Morales del Rey, 27 de julho de 1936 - Alicante, 8 de março de 2021) foi um clérigo espanhol e bispo católico romano de Orihuela-Alicante.

## Biografia
Nascido em Morales del Rey, província de Samora, Rafael Palmero entrou no seminário de Astorga, completando os estudos em Roma, onde obteve a licenciatura e o doutoramento em Teologia pela Pontifícia Universidade Gregoriana. Ele também obteve um diploma em sociologia pastoral pelo Centro Internazionale per la Formazione Sociale del Clero e em 1962 pela Pontifícia Universidade São Tomás de Aquino uma licenciatura em ciências sociais.
Em 13 de setembro de 1959, Palmero recebeu o Sacramento da Ordem para a Diocese de Astorga.
Exerceu os cargos de Secretário de Estudos e Professor de Eclesiologia e Doutrina Social da Igreja no Seminário Maior de Astorga (1961-1965), Delegado Episcopal para a Caritas (1963-1968), Secretário Particular do Arcebispo de Barcelona, Marcelo González Martín (1968-1972), Presidente do Mecenato Diocesano da "Obra benefica asistencial del Niño Dios" de Barcelona (1969-1972). Palmero foi incardinado na arquidiocese de Toledo em 1972, acompanhando Mons. González Martín. Vigário Geral e Professor do Seminário Maior de Toledo (1972-1987) e Arquidiácono da Catedral de Toledo (1974-1987).
Em 24 de novembro de 1987, o Papa João Paulo II o nomeou Bispo Titular de Petina e Bispo Auxiliar de Toledo. O Arcebispo de Toledo, Cardeal Marcelo González Martín, o consagrou em 24 de janeiro de 1988 na Catedral de Toledo; os co-consagrantes foram o Bispo de Astorga, Antonio Briva Mirabent, e o Bispo de Ciudad Real, Rafael Torija de la Fuente.
João Paulo II o nomeou Bispo de Palência em 9 de janeiro de 1996. Tomou posse em 17 de fevereiro.
Em 26 de novembro de 2005, o Papa Bento XVI o nomeou ao Bispo de Orihuela-Alicante, com posse em 21 de janeiro de 2006. Em 5 de janeiro de 2011, Bento XVI o nomeou também membro do Pontifício Conselho para a Pastoral no Campo da Saúde.
Na Conferência Episcopal Espanhola, Dom Palmero fez parte da Comissão Episcopal de Pastoral Social, de Ensino e Catequese, de Doutrina da Fé, de Relações Interconfessionais e foi membro da Comissão Pastoral. Também foi responsável pelo Departamento de Pastoral da Saúde. Foi também membro do Conselho Econômico da conferência.
Papa Bento XVI aceitou a renúncia de Rafael Palmero por motivos de idade em 27 de julho de 2012.

Rafael Palmero morreu na casa sacerdotal em Alicante como resultado de câncer.